# On the Road Again (Film)
On the Road Again ist ein US-amerikanischer Western aus dem Jahr 1980 unter der Regie von Jerry Schatzberg. Es handelt sich um eine lose Neuverfilmung des schwedischen Films Intermezzo von 1936, der bereits 1939 unter gleichem Titel in Hollywood neuverfilmt worden war.

## Handlung
Das Leben des Country-Musikers Buck Bonham besteht aus einer Abfolge von Konzerten, die durch Tourneen miteinander verbunden sind. Nach zwanzig gemeinsamen Jahren teilt Bucks Gitarrenkumpel Garland Ramsey ihm mit, dass er die Band verlassen wird. Als Buck nach Hause auf die Honeysuckle Ranch zurückkehrt, schenkt er seinem Sohn Jamie Bonham ein Pferd zum Geburtstag. Viv Bonham umarmt ihren Mann und das Paar geht ins Schlafzimmer, wo sie in schallendes Gelächter ausbricht, als sie sieht, dass auf seiner Brust „Nimm mich, ich bin dein“ steht.
Als Viv ihren Mann später fragt, wie treu er gewesen sei, ist sie traurig zu hören, dass es in seinem Leben auch andere Frauen gegeben hat. Beim Familientreffen der Bonhams lernt Buck Garlands erwachsene Tochter Lily kennen. Als Buck aufgefordert wird zu singen, begleitet Jamie ihn widerwillig auf der Gitarre. Mitten im Lied verlässt Jamie die Bühne und Lily beendet das Stück, während Buck seinem Sohn zu einem nahe gelegenen Bach folgt. Jamie glaubt, dass er kein musikalisches Talent hat, aber Buck rät ihm, geduldig zu sein, denn mit der Zeit wird sich sein Talent entfalten. Auf der Bühne singen Buck und Viv ein inniges Duett, das mit einem Kuss endet. Später wünscht sich Viv, Buck würde weniger auf Tournee gehen, aber er sagt ihr, er könne nicht aufhören. Als Buck eine kurze Tournee bucht, fallen einige Musiker aus, und Viv schlägt Lily vor, für ein paar Wochen einzuspringen. Garland ist nicht glücklich darüber, dass seine Tochter mit einem Haufen rauer Musiker unterwegs ist und versucht, ihr die Idee auszureden, aber Lily sieht es als große Chance, professionell zu arbeiten. Als die Band aufbricht, bittet Buck Viv, Jamie unterwegs einen Überraschungsbesuch abzustatten.
Er verspricht ihr, nach der Tour mit ihr in den Urlaub zu fahren. Während der Fahrt erzählt Lily Buck, dass sie ihr Glück kaum fassen kann, während Countrystars wie Emmylou Harris mit der Band auf der Bühne stehen. Nach dem Konzert vermisst Buck Garlands Gesellschaft und lädt Lily zum Frühstück ein, die ihm verrät, dass sie sich schon als kleines Mädchen zu Buck hingezogen fühlte. Im Hotel rauchen sie zusammen eine Marihuana-Zigarette und fallen sich in die Arme. Auf der Ranch erhält Viv einen Anruf von Buck, um weitere Termine für die Tour zu vereinbaren. Bucks und Lilys Zuneigung wächst, bis die Ankunft von Cotton, einem Musiker in einem auffälligen grünen Cowboyanzug mit Pailletten, Lilys gute Laune zu trüben droht, da er für den Rest der Tour engagiert wurde. Als Buck und seine Band Cotton die Show streitig machen, verlässt Cotton die Veranstaltung, während Buck Lily mit einem Kuss offen seine Zuneigung gesteht. Cottons Manager ruft Viv an, um ihr mitzuteilen, dass Buck wegen Vertragsbruchs verklagt werden soll und dass er eine Affäre mit Lily hat.
Als Viv die Anziehung zwischen Buck und Lily bei einem Auftritt hinter der Bühne bemerkt, tritt sie am Ende des Liedes ans Mikrofon und verkündet, dass ihre fünfzehnjährige Ehe mit Buck beendet sei. Trotz der Unannehmlichkeiten beschließt die Band, bei Garlands Picknick zu spielen. Buck wird jedoch abgetrieben und reist nach Mexiko, während Lily nach Hause zurückkehrt und sich bei ihrem Vater für das Chaos entschuldigt. Garland reist nach Mexiko, um Buck zur Rede zu stellen. Betrunken von Tequila jagt Garland Buck hinterher und schießt mit einer Pistole auf ihn. Nachdem eine Kugel Bucks Hemd gestreift hat, beruhigen sich die beiden und gehen in die Cantina, um etwas zu trinken. Währenddessen fährt Lily zur Honeysuckle Ranch und entschuldigt sich bei Viv.
Später erklärt Viv ihrem Sohn, dass es nicht reicht, jemanden zu lieben, man muss auch geliebt werden, und Garland überredet Buck, zu seiner Familie zurückzukehren. Bei Garlands Picknick entschuldigt sich Viv bei der Menge für Garlands und Bucks Abwesenheit und singt ein Lied. Buck überrascht Viv, indem er auf die Bühne springt und sie unter dem Jubel der Menge auf seiner Gitarre begleitet. Bucks nächstes Lied ist eine Entschuldigung an Viv. Schließlich beginnt die Band mit einer mitreißenden Nummer, bei der Buck und Viv ihre Liebe in einem Duett wieder aufleben lassen, während Jamie und Garland zu ihnen auf die Bühne kommen.

## Rezeption

### Kritiken
Der Filmkritiker Roger Ebert bezeichnete den Film als „gewitzt und unterhaltsam“, aber letztlich vorhersehbar und enttäuschend: „Der Film bleibt konsequent auf der Ebene des oberflächlichen Klischees und widersteht jeder Versuchung, eine ernsthafte Aussage über den trinkfreudigen, selbstzerstörerischen Lebensstil der Figur zu machen... Honeysuckle Rose hat Probleme, die in der letzten Szene durch eine Versöhnung auf der Bühne gelöst werden: Willie und Dyan singen ein Duett und jeder weiß, dass alles gut wird“.
Über Willie Nelsons Leistung schrieb Janet Maslin in der New York Times: „Mr. Nelson passt nicht ganz zu seiner Rolle, so wie die anderen Schauspieler nicht zu ihren Rollen passen. Er wirkt zu seltsam, zu einsam, trotz der Intimität, die ihm die Handlung aufzwingt. Aber er verleiht jeder Geste eine ungeheure Autorität, und seine Figur ist die einzige im Film, über die der Zuschauer unbedingt mehr erfahren möchte. Nelson schafft dies alles in einer Rolle mit sehr wenig Dialog, was die Kraft seiner Persönlichkeit umso beeindruckender macht.“

### Einspielergebnisse
On the Road Again wurde am 18. Juli 1980 in 826 Kinos gezeigt und spielte am ersten Wochenende $2.189.966 ein, was den dritten Platz an den heimischen Kinokassen bedeutete. Insgesamt spielte der Film 17.815.212 Dollar ein.

### Auszeichnungen
| Auszeichnungen           | Kategorie                      | Nominierten                                          | Resultat  |
| ------------------------ | ------------------------------ | ---------------------------------------------------- | --------- |
| Oscar                    | Beste Filmmusik                | „On the Road Again“ Musik und Text von Willie Nelson | Nominiert |
| Goldene Himbeere         | Schlechteste Nebendarstellerin | Amy Irving                                           | Gewonnen  |
| Stinkers Bad Movie Award | Worst Supporting Actress       | Amy Irving                                           | Nominiert |